# Tom Meschery
Thomas Nicholas „Tom” Meschery (ur. 26 października 1938 w Harbin jako Tomisław Mikołajewicz Meszczerjaków) – amerykański koszykarz rosyjskiego pochodzenia, występujący na pozycji skrzydłowego, uczestnik meczu gwiazd NBA, trener koszykarski, pisarz, publicysta.
Urodził się na terenie Chin w rodzinie rosyjskich emigrantów, którzy uciekali przed rewolucją październikową w 1917 roku. W trakcie II wojny światowej jego rodzina została przesiedlona do obozu dla internowanych w Japonii. Po wojnie wyemigrował wraz z rodzicami do Stanów Zjednoczonych, gdzie zmienili nazwisko na Meschery.
Po zakończeniu kariery sportowej zajął się pisaniem poematów, poezji oraz książek. Pracował również jako nauczyciel języka angielskiego w jednym z liceów na terenie Reno. Odszedł w 2005 roku. Mieszka wraz ze swoją żoną, również artystką - Melanie Marchant Meschery, w Sacramento nadal tworząc oraz blogując na tematy sportowe. Na swoim blogu porusza kontrowersyjne tematy sportowe, kończąc każdy wątek podsumowującym poematem. Ukończył też kilka rękopisów nowel, takich jak: Mr. Dolby's Dream, She's Got Game, The Kid Has Hops, Young Adult novel oraz pozycję pod nazwą The Society for the Prevention of Bullying.

## Osiągnięcia
NCAA
- Zawodnik roku konferencji WCC (1961)[2]
- Uczelnia Saint Mary’s zastrzegła należący do niego numer 31

AAU
- Zaliczony do składu AAU All-American (1961)[3]

NBA
- 2-krotny finalista NBA (1964, 1967)[4]
- Uczestnik NBA All-Star Game (1963)[5]
- Klub Golden State Warriors zastrzegł należący do niego w numer 14[6]
- Lider NBA w łącznej liczbie fauli (1962 – 330)[7]

Inne
- Zaliczony do:
  - Galerii Sław Sportu uczelni Saint Mary’s (1973)[8]
  - Galerii Sław Sportu Bay Area (2003)
  - Galerii Sław Sportu San Francisco High School
  - Galerii Sław Pisarstwa stanu Nevada (2002)[1]

## Publikacje
- Over the Rim (1970), Nowy Jork: McCall Publishing.
- Caught in the Pivot: a Diary of a Rookie Coach in the Exploding World of Pro Basketball (1973). Dell.
- Nothing We Lose Can Be Replaced (1999), Black Rock Press, University of Nevada, Reno.
- Some Men (2012), Black Rock Press, University of Nevada, Reno. Reno, Nevada.
- Sweat: New and Selected Poems About Sports (2013), Black Rock Press, University of Nevada, Reno. Reno, Nevada.